# لی ژو
لی ژو (انگلیسی: Li Zhuo؛ زادهٔ ۴ دسامبر ۱۹۸۱) وزنه‌بردار زن اهل چین است.
وی در مسابقات کشوری و بین‌المللی در مجموع برندهٔ ۱ مدال طلا، ۱ مدال نقره شده‌است.